# Combate de Matucana
El combate de Matucana fue un enfrentamiento ocurrido en el pueblo de Matucana ubicado en la sierra del departamento de Lima, ocupado por un destacamento del Ejército Unido Restaurador formado por el batallón chileno Santiago de 212 plazas al mando del coronel Sesse, más una columna peruana de 60 cazadores al mando del coronel Torrico, entre los que también se encontraba el coronel Antonio Plascencia.

## Antecedentes
El ejército Restaurador ocupó la ciudad de Lima tras la batalla de Portada de Guías donde derrotaron al ejército de Orbegoso, quien junto al general Domingo Nieto se refugió en la Fortaleza del Real Felipe para resistir tanto a los confederados como a los restauradores. Es por esto que el ejército Restaurador, comandado por el general José María de la Cruz, sitió el puerto del Callao desde el 31 de agosto hasta el 8 de noviembre de 1838, fecha en que levantan el sitio ante el avance del ejército Confederado de Santa Cruz y se retiran al centro del Perú. 
Antes del fin del sitio del Callao, en los alrededores de Lima, las montoneras peruanas (alguna de ellas que participaron en la batalla de Guías) hostilizaban a las tropas restauradoras. Pero muchas otras montoneras que se estaban organizando en la sierra peruana apoyaban al bando Restaurador por lo que una columna de 60 hombres se reunió con tropas de este ejército en los alrededores de Matucana. Por otra parte el ejército Confederado se acercaba también a esta localidad con la intención de combatir estas fuerzas.

## Fuerzas enfrentadas
Se encontraba de guarnición en el pueblo de Matucana el batallón Santiago, compuesto por dos compañías con un total de 212 soldados dirigidos por el comandante de nacionalidad chilena José María Sessé. Y, además, una columna peruana de 60 soldados al mando del coronel Juan Crisóstomo Torrico junto al también coronel, Antonio Placencia Romero, español al servicio del Perú. 
El bando confederado comprendía la avanzada del Ejército Protectoral, al mando del general Francisco de Paula Otero. Estaba integrada por 4 compañías de cazadores montados de los batallones peruanos “Pichincha” y “Arequipa”; y los batallones 2º y 4º de infantería de Bolivia, veteranos de las batallas de Uchumayo y Socabaya contra el general Salaverry.
También se encontraba en el lugar la montonera del jefe Jiménez que, aunque había jurado lealtad a la causa restauradora, se sospechaba que estaba ahí por orden del mando supremo confederado. 

## El combate
El 18 de septiembre, los soldados chilenos del batallón Santiago se disponían a celebrar el aniversario de la independencia de Chile, por lo que cargaron sus fusiles con balas de salva y concurrieron a la iglesia para un oficio religioso que comenzó después de las doce y transcurrió sin novedad. Pero cuando las tropas salían a la plaza para las descargas de honor se dio la alerta.
Durante el tiempo que los chilenos emplearon para descargar sus tiros de salva y cargar nuevamente sus fusiles, la columna peruana del coronel Crisóstomo Torrico enfrentó en solitario a la caballería confederada que cargó sobre el pueblo seguida por la infantería. Pasado un tiempo, los jinetes confederados superaron a la avanzada peruana, la cual se replegó, y continuaron por la calle principal del pueblo.  
Los soldados del Santiago, que se había parapetado a lo largo de la calle, recibieron a los confederados con una descarga cerrada y, a continuación, calaron sus bayonetas y formaron 4 líneas a todo lo ancho de la vía. La caballería confederada cargó sobre los restauradores y consiguió romper sus dos primeras líneas de defensa; sin embargo, estas se replegaron junto a las dos últimas líneas que resistieron el choque y, al grito de “¡Viva el 18 de septiembre!”, cargaron contra la caballería confederada; la cual, al haber perdido en combate casi la mitad de sus efectivos, se dispersó. Pero en esos momentos entró en acción la infantería boliviana y, al mismo tiempo (al otro lado del pueblo), Jiménez y su montonera rompían el acuerdo con los restauradores y los atacaron por la retaguardia.  
Encerrados entre dos fuegos, los restauradores se dividieron. La 1ª compañía, junto a la Columna Peruana, enfrentó a la infantería boliviana; mientras la 2ª compañía, a los montoneros. El combate se tornó indeciso durante 15 minutos, pero luego empezó a imponerse el mejor entrenamiento de los chilenos sobre los montoneros de Jiménez, quienes comenzaron a retroceder. El coronel Plasencia de la columna peruana, al darse cuenta de la situación, dividió su compañía en dos: una mitad recibió la orden de mantenerse en reserva, dispuesta a reforzar a quién lo necesitara; con la otra mitad se dispuso a perseguir a la guerrilla de Jiménez en retirada. 
Después de otros 10 minutos, los hombres del general Otero cedieron terreno por lo que la 1ª compañía restauradora comenzó a avanzar en dirección del puente que marcaba el comienzo del pueblo. Por su parte, la media compañía de Plasencia consiguió poner en fuga a la montonera confederada.

## Finaliza el enfrentamiento
Al ver los bolivianos que sus aliados abandonaban el campo cundió el desaliento y, en ese momento, cargó la media compañía peruana dejada en reserva quienes decidieron el combate.  
Incapaz de contener a sus tropas en fuga, el general Otero se retiró, y sus tropas se dispersaron. Sin embargo, muchos soldados bolivianos se refugiaron en las casas del pueblo y continuaron haciendo fuego; por lo que la batalla no finalizó sino hasta después de 4 horas de combate con estas fuerzas, quienes abandonaron el pueblo caída la noche. 
Según el recuento de bajas los confederados dejaron en el campo 51 muertos y 30 prisioneros. También dejaron 1.200 fusiles, capotes, banderolas, etc. 
La Columna Peruana perdió al teniente Martín Bernabé y cuatro soldados. Y de los chilenos cayeron el subteniente Francisco Javier Barros Morán, un sargento y nueve soldados. Heridos tres oficiales y 25 hombres de tropa. Algunos historiadores como Francisco Antonio Encina cuestionan la veracidad de estas cifras, considerando que las bajas podrían haber sido mayores. El historiador Ramón Sotomayor estima las bajas restauradoras en un total de 50 muertos y heridos. En aquellos tiempos ambos bandos ocultaban el número real de bajas. 

## Consecuencias
Esta victoria provocó una reacción enaltecedora hacia el ejército restaurador.  En Chile, la señora Mercedes Morán de Barros, madre del subteniente Francisco Javier Barros Morán muerto en el combate, se presentó ante el presidente José Joaquín Prieto y le ofreció los servicios militares de los cuatro hijos varones que le restaban.
En cuanto al bando confederado, el general Otero dijo en su parte de la acción que había triunfado, pero fue reprendido por el alto mando porque “por primera vez las tropas confederadas han vuelto la espalda al enemigo”. Por su parte, Andrés de Santa Cruz afirmó en su manifiesto de 1840 que este combate sin trascendencia quebrantó la moral de su ejército y cambió en incertidumbre su arrogancia.